# Michael Lisken
Michael Lisken es un deportista alemán que compitió en vela en la clase Flying Dutchman. Ganó una medalla de bronce en el Campeonato Mundial de Flying Dutchman de 2007 y una medalla de bronce en el Campeonato Europeo de Flying Dutchman de 2006.

## Palmarés internacional
| Campeonato Mundial | Campeonato Mundial        | Campeonato Mundial | Campeonato Mundial |
| Año                | Lugar                     | Medalla            | Clase              |
| ------------------ | ------------------------- | ------------------ | ------------------ |
| 2007               | Los Alcázares (España)    | Medalla de bronce  | Flying Dutchman    |
| Campeonato Europeo |                           |                    |                    |
| Año                | Lugar                     | Medalla            | Clase              |
| 2006               | Neusiedl am See (Austria) | Medalla de bronce  | Flying Dutchman    |